# Ulrike Lunacek

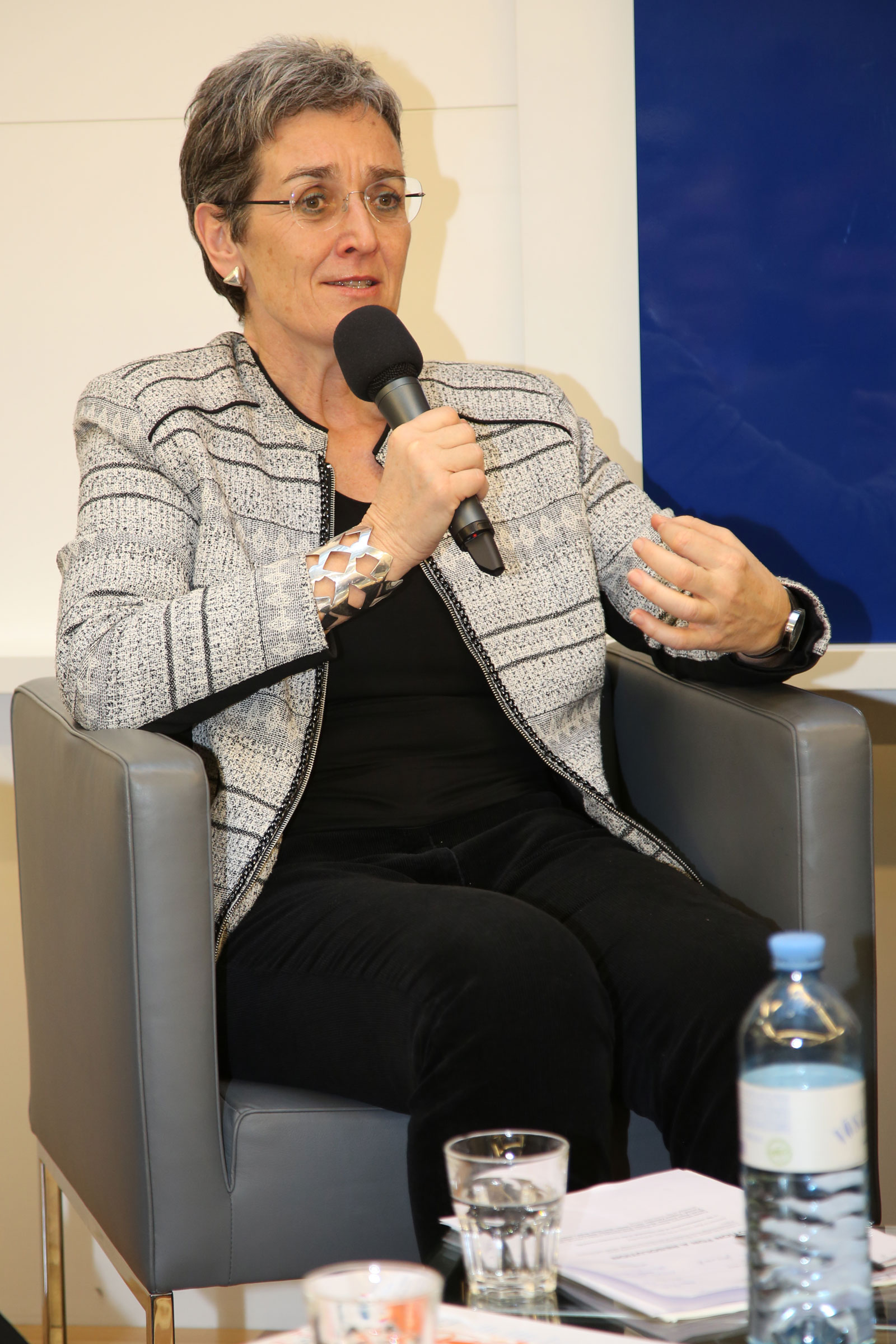
Ulrike Lunacek (2015)

Ulrike Lunacek ([ˈluːnatʃɛk], * 26. Mai 1957 in Krems an der Donau, Niederösterreich) ist eine österreichische Politikerin (Die Grünen).
Sie war Delegationsleiterin der österreichischen Grünen im Europaparlament und von Juli 2014 bis Oktober 2017 Vizepräsidentin des Europäischen Parlaments. Von 1999 bis 2009 war sie Abgeordnete zum österreichischen Nationalrat, ehe sie bis November 2017 als Abgeordnete ins EU-Parlament wechselte. Bei der Nationalratswahl in Österreich 2017 war Lunacek Spitzenkandidatin der Grünen. Nach großen Stimmenverlusten und dem Ausscheiden der Grünen aus dem Nationalrat trat sie am 17. Oktober 2017 von allen Parteiämtern und als EU-Abgeordnete zurück. In der Bundesregierung Kurz II kehrte sie für kurze Zeit als Kunst- und Kulturstaatssekretärin in die Politik zurück. Nach Kritik an ihrem Vorgehen während der COVID-19-Pandemie trat sie nach vier Monaten von ihrem Amt zurück. Seit April 2020 ist Lunacek Obmann-Stellvertreterin im überparteilichen "BürgerInnen Forum Europa".

## Leben

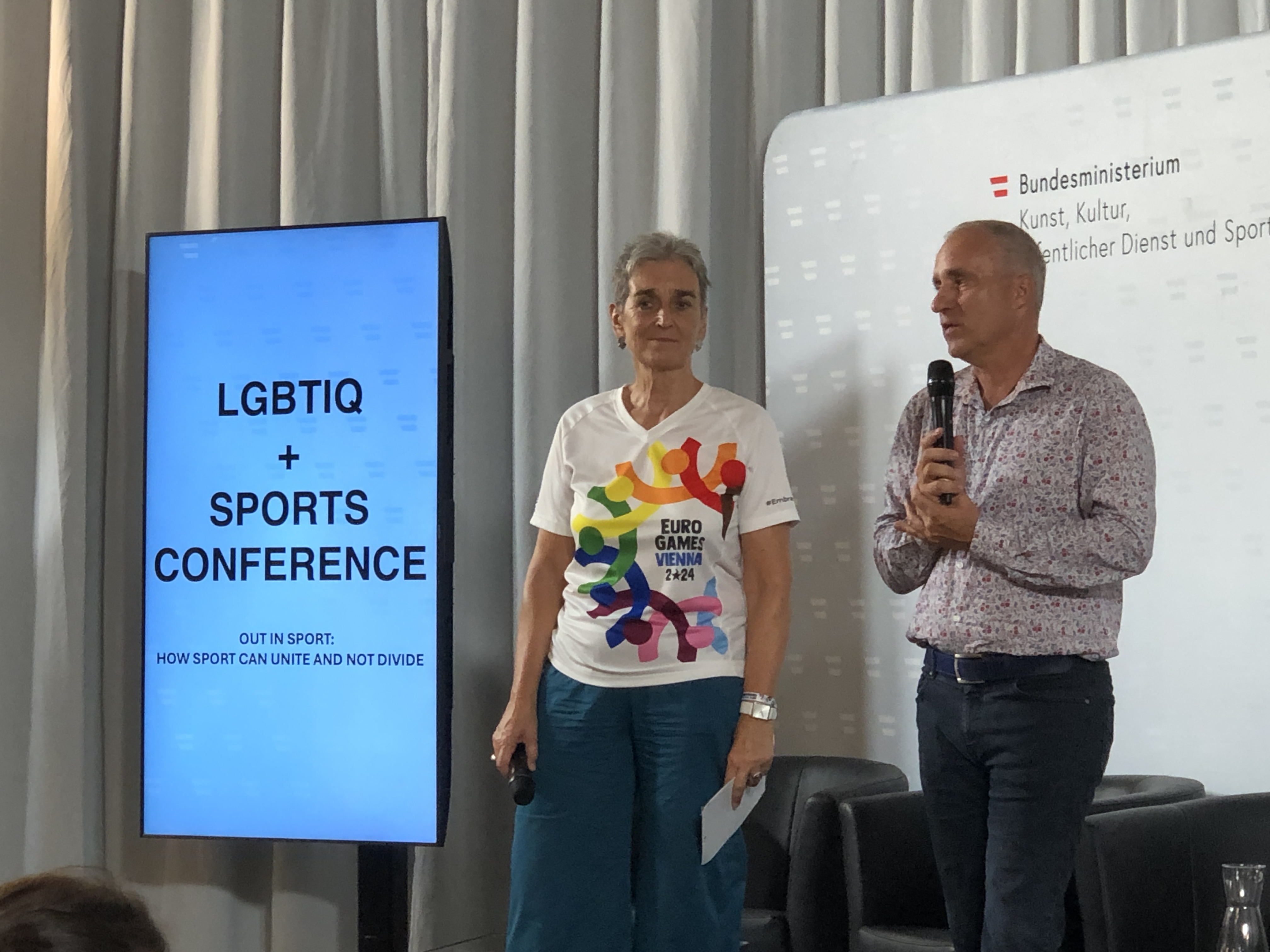
Ulrike Lunacek, LGBTIQ + SPORT Konferenz, EuroGames 2024 Wien

Lunacek besuchte von 1967 bis 1975 das Gymnasium in der Kleinen Sperlgasse im 2. Wiener Gemeindebezirk, wobei sie von 1973 bis 1974 ein Jahr als AFS-Schülerin an einer Highschool in Iowa in den Vereinigten Staaten verbrachte. 1975 nahm sie an der Universität Innsbruck ein Dolmetscherstudium für Englisch und Spanisch auf, das sie 1983 abschloss. Schon während dieser Zeit war sie am Aufbau des Frauenhauses Innsbruck beteiligt und leistete dort auch Sozialarbeit. In den Jahren 1982 bis 1984 wirkte sie in mehreren Produktionen des Theater Brett in Wien als Darstellerin mit. Von 1984 bis 1986 arbeitete sie als Referentin für die Organisation Frauensolidarität in Wien. Danach war sie Redakteurin des Südwind-Magazins und Pressereferentin des Österreichischen Informationsdienstes für Entwicklungspolitik (ÖIE). Freiberuflich war sie als Dolmetscherin, Journalistin und Referentin tätig.
Lunacek war 1994 NGO-Delegierte bei der UNO-Weltbevölkerungskonferenz in Kairo und koordinierte für die nichtstaatlichen Organisationen die Pressearbeit für die Weltfrauenkonferenz in Peking. Seit 1994 lebt Lunacek mit Rebeca Sevilla zusammen, Mitarbeiterin von Education International in Brüssel.
Lunacek ist begeisterte Schwimmerin, Mitglied des SC Diana Wien und war Mitorganisatorin der EuroGames 2024 in Wien.

## Politische Laufbahn

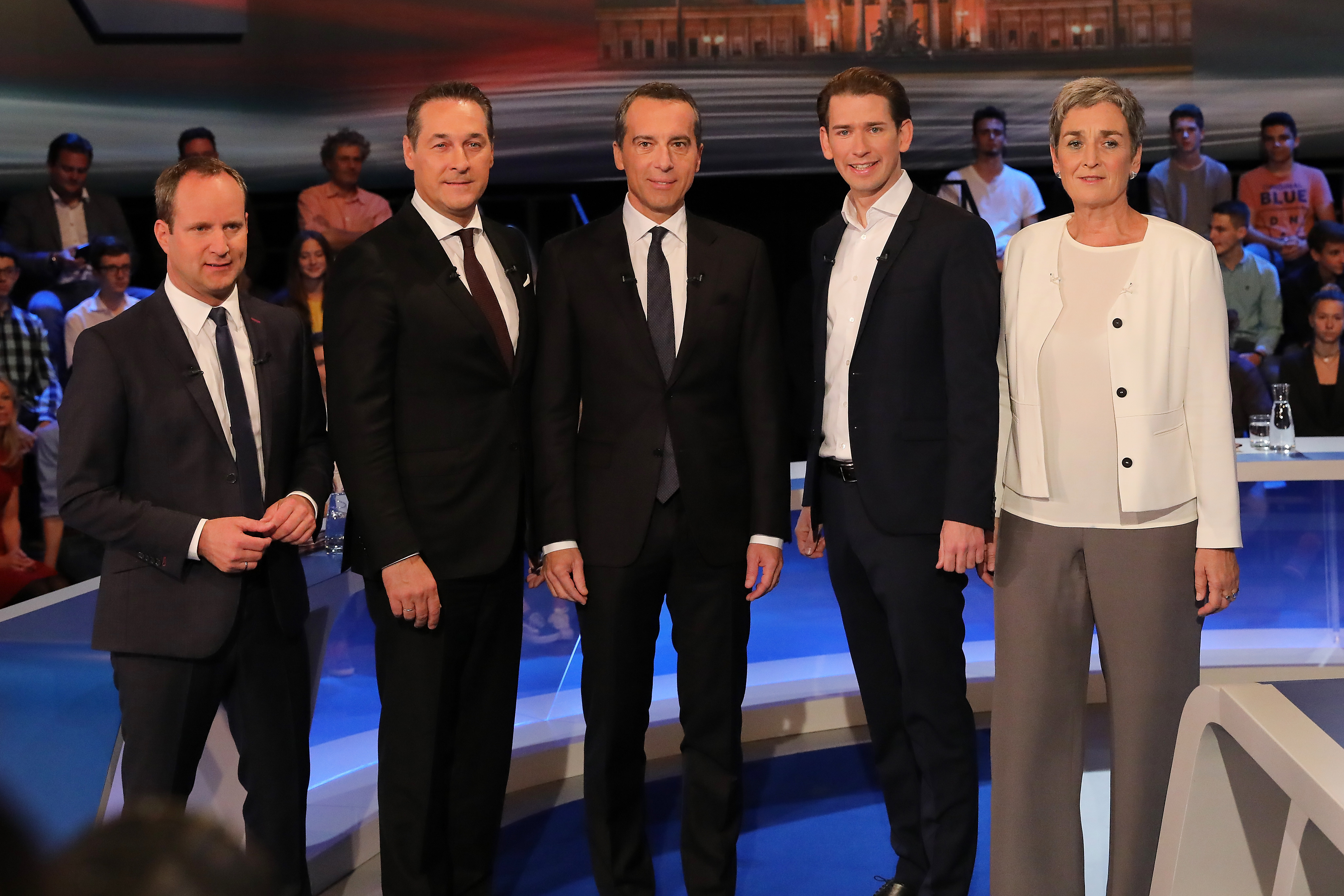
(v. l. n. r.) Matthias Strolz (NEOS), Heinz-Christian Strache (FPÖ), Christian Kern (SPÖ), Sebastian Kurz (ÖVP), Ulrike Lunacek (Die Grünen) bei der ORF-Elefantenrunde zur Nationalratswahl in Österreich 2017

Lunaceks politische Laufbahn begann 1995 mit der Moderation des Appells an die Vernunft, veranstaltet vom Österreichischen Lesben- und Schwulenforum im Palais Auersperg, und der erstmaligen Kandidatur für die Grünen, deren Bundesgeschäftsführerin sie von 1996 bis 1998 wurde. Von 1999 bis 2009 war sie Nationalratsabgeordnete und im Grünen Klub außen- und entwicklungspolitische Sprecherin sowie Sprecherin für die Gleichstellung von Lesben, Schwulen und Transgendern. Ebenfalls ab 1999 war sie stellvertretende Vorsitzende des außenpolitischen Ausschusses des Nationalrates, ab 2002 außerdem Fraktionsvorsitzende der Grünen im Hauptausschuss.
Als erste offen lesbische Politikerin im Nationalrat ist sie auch Mitglied der Grünen Andersrum. Ihr Coming-out hatte sie 1980. Am 5. Mai 2006 wurde Lunacek in Helsinki zur Ko-Vorsitzenden der Europäischen Grünen Partei gewählt. In dieser Funktion war sie drei Jahre lang tätig. Am 28. Oktober 2008 wurde sie stellvertretende Klubobfrau der Grünen im Nationalrat und für die Europawahl 2009 zum Europäischen Parlament als Spitzenkandidatin nominiert.
Lunacek zog am 14. Juli 2009 als Delegationsleiterin der österreichischen Grünen ins Europäische Parlament ein und war Mitglied im „Ausschuss für auswärtige Angelegenheiten (AFET)“, im „Ausschuss für die Rechte der Frau und die Gleichstellung der Geschlechter (FEMM)“ sowie in der „Delegation in den Ausschüssen für parlamentarische Kooperation EU-Armenien, EU-Aserbaidschan und EU-Georgien (DSCA)“. Weiters war sie stellvertretendes Mitglied im „Ausschuss für bürgerliche Freiheiten, Justiz und Inneres (LIBE)“, in der „Delegation für die Beziehungen zu Albanien, Bosnien und Herzegowina, Serbien, Montenegro sowie Kosovo (DSEE)“ sowie in der „Delegation in der Parlamentarischen Versammlung EURO-NEST (DEPA)“. Überdies war sie Berichterstatterin des Europaparlaments für den Kosovo und außenpolitische Sprecherin der Grünen/EFA-Fraktion. Im Rahmen der Intergroup on LGBT Rights, deren Ko-Präsidentin Lunacek war, setzte sie sich zudem für die Rechte von Lesben, Schwulen, Bisexuellen und Transgendern ein.

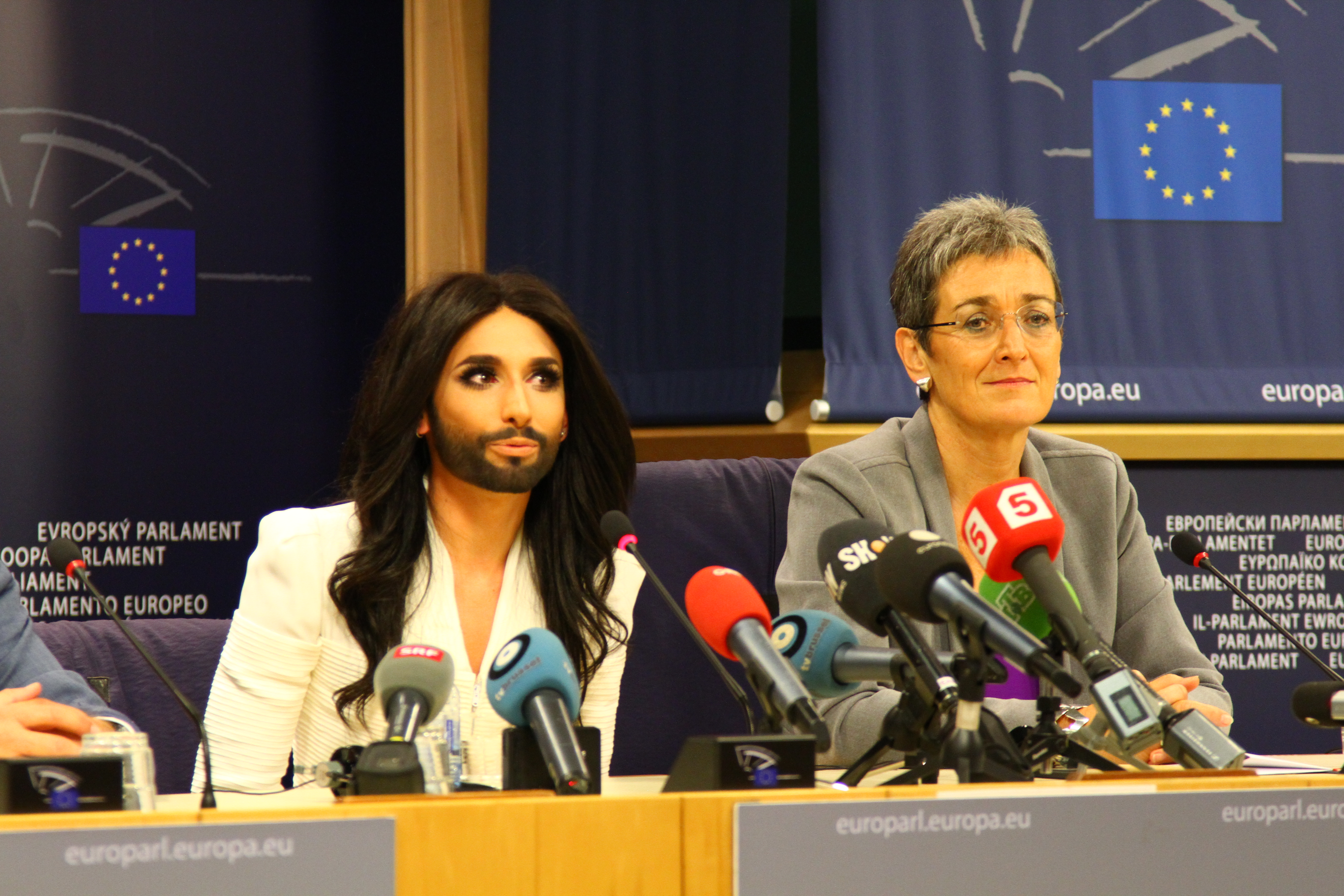
Ulrike Lunacek (r.) mit Conchita Wurst (l.) im Europäischen Parlament (2014)

Im Februar 2013 wurde Lunacek zur Vizepräsidentin der Grünen/EFA-Fraktion im Europäischen Parlament gewählt. Am 1. Dezember wurde sie zur Grünen-Spitzenkandidatin für die Europawahl am 25. Mai 2014, nachdem sie beim Grünen-Bundeskongress in Salzburg mit 81,6 Prozent der Delegiertenstimmen auf Listenplatz eins gewählt worden war. Bei dieser Wahl erreichte sie mit den Grünen 14,52 Prozent und damit das beste jemals bundesweit erzielte Wahlergebnis der Partei. Dies bedeutete den Zugewinn eines weiteren Mandats, weshalb die österreichischen Grünen nun mit drei Mandaten im Europäischen Parlament vertreten sind.

Am 1. Juli 2014 wurde sie zu einer der Vizepräsidentinnen des Europäischen Parlaments gewählt und am 19. Mai 2017 vom Parteivorstand zur Spitzenkandidatin für die Nationalratswahl 2017. Nach der Abwahl der Grünen aus dem Nationalrat trat Lunacek am 17. Oktober 2017 von allen Funktionen auf österreichischer und europäischer Ebene zurück. 2020 kehrte sie in die aktive Politik in Österreich zurück und war seit 7. Jänner als Staatssekretärin für Kunst und Kultur tätig. Sie gab am 15. Mai 2020 ihren Rücktritt vom Amt wegen Kritik an ihrem Handeln in der Coronakrise bekannt. Im April 2020 wurde bekannt, dass Lunacek zukünftig als Obmann-Stellvertreterin im von Vizepräsident Othmar Karas (ÖVP) gegründeten überparteilichen „BürgerInnen Forum Europa“ mitwirken wird.

## Auszeichnungen
- Großes Goldenes Ehrenzeichen für Verdienste um die Republik Österreich (2009)[19]
- Rosa Courage-Preis (2013)

## Publikationen
- Zwischenrufe: Kolumnen, Kommentare, Interviews, mit einem Vorwort von Johanna Dohnal und Freda Meissner-Blau, Milena-Verlag, Wien 2006, ISBN 978-3-85286-148-7
- Frieden bauen, heißt weit bauen: Von Brüssel ins Amselfeld und retour: Mein Beitrag zu Kosovos/Kosovas Weg in die EU, Wieser-Verlag, Klagenfurt 2018, ISBN 978-3-99029-304-1